# Werner Giese (Polizist)
Werner Giese (* 12. Oktober 1923 in Tilsit; † 2003 in Hamburg) war ein Hamburger Polizist und späterer Landespolizeidirektor, der auch als Witzeerzähler bekannt wurde.

## Leben
In Ostpreußen geboren kam Giese nach dem Zweiten Weltkrieg auf einem Kohlewaggon nach Hamburg. Während der Sturmflut von 1962 rettete der Polizist viele Menschen und erlangte hierdurch bereits eine gewisse Prominenz in Hamburg.
Für den Rundfunk entdeckt wurde Giese 1978 am sogenannten „Polit-Stammtisch“ der Bild-Zeitung. Er hatte im Rahmen der Veranstaltung begonnen, seine Gesprächspartner (darunter Heinz Dunkhase) mit Geschichten aus seiner ostpreußischen Heimat zu amüsieren. Dunkhase regte schließlich eine Sendung mit Gieses „Vertellchens“ beim NDR an. Diese wurde so erfolgreich, dass sie auch die Herausgabe einer Schallplatte nach sich zog. Das Satiremagazin Titanic charakterisierte das Witzrepertoire des Polizeibeamten später allerdings als großteils „von Rentnern und ihren Blähungen, Honoratioren, die wegen Durchfall zum Nervenarzt gingen, furzenden Lehrern und pinkelnden Schülern“ handelnd.
Höhepunkt des beruflichen Werdegangs Gieses war seine Einsetzung als Landespolizeidirektor in Hamburg 1979. Das Amt hatte er bis 1983 inne.

## Diskografie
- Erbarmung! Du, Lorbass, schläfst ja nicht. Vertell´chens aus Ostpreußen; Polydor 1979 (LP/MC)

## Einzelbelege
1. ↑  Bild-Zeitung, 23. Dezember 1978.
2. ↑  Titanic, Jg. 1994.

| Personendaten    | Personendaten                                           |
| ---------------- | ------------------------------------------------------- |
| NAME             | Giese, Werner                                           |
| KURZBESCHREIBUNG | deutscher Polizist und Landespolizeidirektor in Hamburg |
| GEBURTSDATUM     | 12. Oktober 1923                                        |
| GEBURTSORT       | Tilsit                                                  |
| STERBEDATUM      | 2003                                                    |
| STERBEORT        | Hamburg                                                 |